# Барон Твидсмур

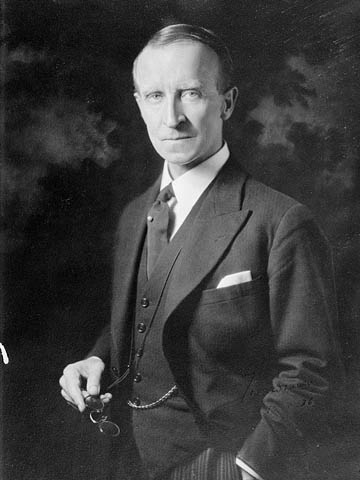
Джон Бакен, 1-й барон Твидсмур (1875—1940)

Барон Твидсмур из Элсфилда в графстве Оксфордшир — наследственный титул в системе Пэрства Соединённого королевства. Он был создан 1 июня 1935 года для британского писателя и юнионистского политика Джона Бакена (1872—1940). Он был депутатом Палаты общин от Объединенных шотландских университетов (1927—1935) и занимал должности генерал-губернатора Канады (1935—1940). Его преемником стал его старший сын, Джон Норман Стюарт Бакен, 2-й барон Твидсмур (1911—1996), муж консервативного политика, Присциллы Бакен, леди Твидсмур (1915—1978). Она заседала в Палате общин Великобритании от Южного Абердина (1946—1966).
По состоянию на 2024 год носителем титула являлся племянник второго барона, Джон Уильям де Легль Бакен, 4-й барон Твидсмур (род. 1950), который стал преемником своего отца в 2008 году.
Достопочтенный Джеймс Бакен (род. 1954), младший сын 3-го барона Твидсмура, шотландский писатель и историк.
Первый барон Твидсмур был воспитан в долине Туид на шотландской границе, в Бротоне, недалеко от деревни Твидсмур.

## Бароны Твидсмур (1935)
- 1935—1940: Джон Бакен, 1-й барон Твидсмур (26 августа 1875 — 11 февраля 1940), старший сын преподобного Джона Бакена (1847—1911)[1];
- 1940—1996: Джон Норман Стюарт Бакен, 2-й барон Твидсмур (25 ноября 1911 — 20 июня 1996), старший сын предыдущего[2];
- 1996—2008: Уильям де Легль Бакен, 3-й барон Твидсмур (10 января 1916 — 29 июня 2008), младший брат предыдущего[3];
- 2008 — настоящее время: Джон Уильям де Легль Бакен, 4-й барон Твидсмур (род. 25 мая 1950), старший сын предыдущего от второго брака[4];
  - Наследник титула: достопочтенный Джон Аласдер Гавейн Бакен (род. 20 ноября 1986), старший сын предыдущего[5].